# جرمین جونز
جرمین جونز (انگلیسی: Jermaine Jones؛ زاده ۳ نوامبر ۱۹۸۱) یک بازیکن فوتبال اهل آلمان است. پدرش عضو نیروهای مسلح ارتش آمریکا در فرانکفورت بود.
وی در تیم‌های ملی فوتبال ایالات متحده آمریکا و جوانان آلمان بازی کرده‌است.